# العلاقات النمساوية القرغيزستانية
العلاقات النمساوية القيرغيزستانية هي العلاقات الثنائية التي تجمع بين النمسا وقيرغيزستان.

## مقارنة بين البلدين
هذه مقارنة عامة ومرجعية للدولتين:
| وجه المقارنة                                              | النمسا                                                    | قيرغيزستان                      |
| --------------------------------------------------------- | --------------------------------------------------------- | ------------------------------- |
| المساحة (كم2)                                             | 83.86 ألف                                                 | 199.95 ألف                      |
| عدد السكان (نسمة)                                         | 8.81 مليون                                                | 6.20 مليون                      |
| الكثافة السكانية (ن./كم²)                                 | 105.06                                                    | 31.01                           |
| العاصمة                                                   | فيينا                                                     | بيشكك                           |
| اللغة الرسمية                                             | اللغة الألمانية، لغة الإشارة النمساوية ‏                   | اللغة الروسية، اللغة القيرغيزية |
| العملة                                                    | يورو، شلن نمساوي، رايخ مارك، شلن نمساوي                   | سوم قيرغيزستاني                 |
| الناتج المحلي الإجمالي (بليون دولار)                      | 416.60 مليار                                              | 7.56 مليار                      |
| الناتج المحلي الإجمالي (تعادل القوة الشرائية) بليون دولار | 426.99 مليار                                              | 20.45 مليار                     |
| الناتج المحلي الإجمالي الاسمي للفرد دولار أمريكي          | 43.77 ألف                                                 | 1.10 ألف                        |
| الناتج المحلي الإجمالي للفرد دولار أمريكي                 | 47.68 ألف                                                 |                                 |
| مؤشر التنمية البشرية                                      | 0.885                                                     | 0.655                           |
| رمز المكالمات الدولي                                      | +43                                                       | +996                            |
| رمز الإنترنت                                              | .at                                                       | .kg                             |
| المنطقة الزمنية                                           | توقيت وسط أوروبا، ت ع م+01:00، ت ع م+02:00، أوروبا/فيينا ‏ | ت ع م+06:00                     |

## منظمات دولية مشتركة
يشترك البلدان في عضوية مجموعة من المنظمات الدولية، منها:
| علم المنظمة | اسم المنظمة                        | تاريخ انضمام النمسا | تاريخ انضمام قيرغيزستان |
| ----------- | ---------------------------------- | ------------------- | ----------------------- |
|             | بنك التنمية الآسيوي                | 1966                | 1994                    |
|             | مؤسسة التنمية الدولية              | 28 يونيو 1961       | 24 سبتمبر 1992          |
|             | يونسكو                             | 13 أغسطس 1948       | 2 يونيو 1992            |
|             | وكالة ضمان الاستثمار متعدد الأطراف | 16 ديسمبر 1997      | 21 سبتمبر 1993          |
|             | الأمم المتحدة                      | 14 ديسمبر 1955      | 2 مارس 1992             |
|             | الاتحاد البريدي العالمي            | ?                   | ?                       |
|             | البنك الدولي للإنشاء والتعمير      | 27 أغسطس 1948       | 18 سبتمبر 1992          |
|             | الاتحاد الدولي للاتصالات           | 1866                | 20 يناير 1994           |
|             | منظمة حظر الأسلحة الكيميائية       | ?                   | ?                       |
|             | مؤسسة التمويل الدولية              | 28 سبتمبر 1956      | 11 فبراير 1993          |
|             | منظمة التجارة العالمية             | ?                   | ?                       |
|             | منظمة الشرطة الجنائية الدولية      | ?                   | ?                       |
|             | منظمة الأمن والتعاون في أوروبا     | 25 يونيو 1973       | 30 يناير 1992           |

## وصلات خارجية
- موقع وزارة الخارجية النمساوية
- موقع وزارة الخارجية القيرغيزستانية